# Col de Crie
Der Col de Crie ist ein 622 Meter hoher französischer Gebirgspass im Zentralmassiv. Er befindet sich in der Region Auvergne-Rhône-Alpes im Départements Rhône und verbindet die Gemeinden Deux-Grosnes im Norden und Les Ardillats im Süden.
Die Passhöhe befindet sich bei einem Kreisverkehr, wo sich die D43 und D23 treffen.

## Streckenführung
Die D43 verläuft von Nordwesten nach Südosten. Im Nordwesten beginnt die Steigung im Ortsgebiet von Deux-Grosnes und führt für rund 2,5 Kilometer auf die Passhöhe. Die Südostauffahrt von Les Dépôts ist mit 7,4 Kilometern deutlich länger. Sie weist eine durchschnittliche Steigung von 3,5 %, wobei die letzten fünf Kilometer im Schnitt bei rund 4,5 % liegen.
Die D23 verläuft von Nordosten nach Südwesten. Der höchste Punkt wird wenige Meter nach der Passhöhe in nördlicher Richtung erreicht. Die Nordostauffahrt beginnt in Le Razay und weist auf einer Länge von 6,5 Kilometern eine Durchschnittsteigung von 3,2 % auf. Bis zum höchsten Punkt, der nach rund 5 Kilometern erreicht wird, liegt der Steigungsschnitt jedoch bei 4,8 %. Aus Richtung Südwesten beginnt die D23 rund vier Kilometer vor der Passhöhe bei Les Poudières zu stiegen.

## Radsport
Im Jahr 2023 führte die Tour de France erstmals über den Col de Crie. Auf der 12. Etappe wurde die Südwestauffahrt auf der D23 absolviert werden, jedoch ohne eine Bergwertung abzunehmen.